# NAOKO VS MIYUKI (研ナオコ、中島みゆきを唄う)
『NAOKO VS MIYUKI/研ナオコ、中島みゆきを歌う』（ナオコ・バーサス・ミユキ／けんナオコ、なかじまみゆきをうたう）は、研ナオコの6枚目のオリジナルアルバム。
1978年7月25日発売。販売・発売元はキャニオン・レコード。規格品番はLP:AF-6027、CT:25P7014。

## 解説
タイトルの通り中島みゆき作品集で、A面は中島のカバー、B面は研ナオコのために書かれた提供曲を再収録している（シングル「窓ガラス」のみ初収録）。
1990年にCD化、1993年に『あの頃へラブレター 中島みゆきを歌う』のタイトルで再発売された。

## 収録曲
- 全作詞・作曲:中島みゆき

side:A
1. 時代
（編曲:田辺信一）
オリジナルは中島みゆきの2ndシングル。
2. しあわせ芝居
（編曲:田辺信一）
オリジナルは桜田淳子。
3. わかれうた
（編曲:田辺信一）
オリジナルは中島みゆき5thシングル。
4. 追いかけてヨコハマ
（編曲:田辺信一）
オリジナルは桜田淳子。
5. アザミ嬢のララバイ
（編曲:田辺信一）
オリジナルは中島みゆきのデビュー・シングル。
6. この空を飛べたら
（編曲:田辺信一）
オリジナルは加藤登紀子。

side:B
1. かもめはかもめ
（編曲:若草恵）
16thシングル。再収録。
2. LA-LA-LA
（編曲:クニ河内）
11thシングル。再収録。
3. 窓ガラス
（編曲:クニ河内）
17thシングル。初収録。
4. あばよ
（編曲:クニ河内）
12thシングル。再収録。
5. 雨が空を捨てる日は
（編曲:クニ河内）
11thシングル「LA-LA-LA」のB面曲。再収録。
6. 強がりはよせよ
（編曲:クニ河内）
アルバム『泣き笑い』より12thシングル「あばよ」のB面曲としてカット。再収録。